# José Corts Grau
José Corts Grau (Fortaleny, 15 ottobre 1905 – Valencia, 4 gennaio 1995) è stato un giurista e politico spagnolo.
Insieme ai colleghi Francisco Puy Muñoz, Luis Legaz Lacambra e Enrique Luño Peña, fu uno dei giuristi spagnoli sostenitori del giusnaturalismo.